# یوکیناری سوگاوارا
یوکیناری سوگاوارا (ژاپنی: 菅原 由勢؛ زادهٔ ۲۸ ژوئن ۲۰۰۰) یک بازیکن فوتبال اهل ژاپن است. که در باشگاه فوتبال آزد آلکمار در پست مدافع بازی می کند.
از باشگاه‌هایی که در آن بازی کرده‌است می‌توان به باشگاه فوتبال ناگویا گرامپوس، باشگاه فوتبال آزد آلکمار اشاره کرد.